# Wimpernbürstchen

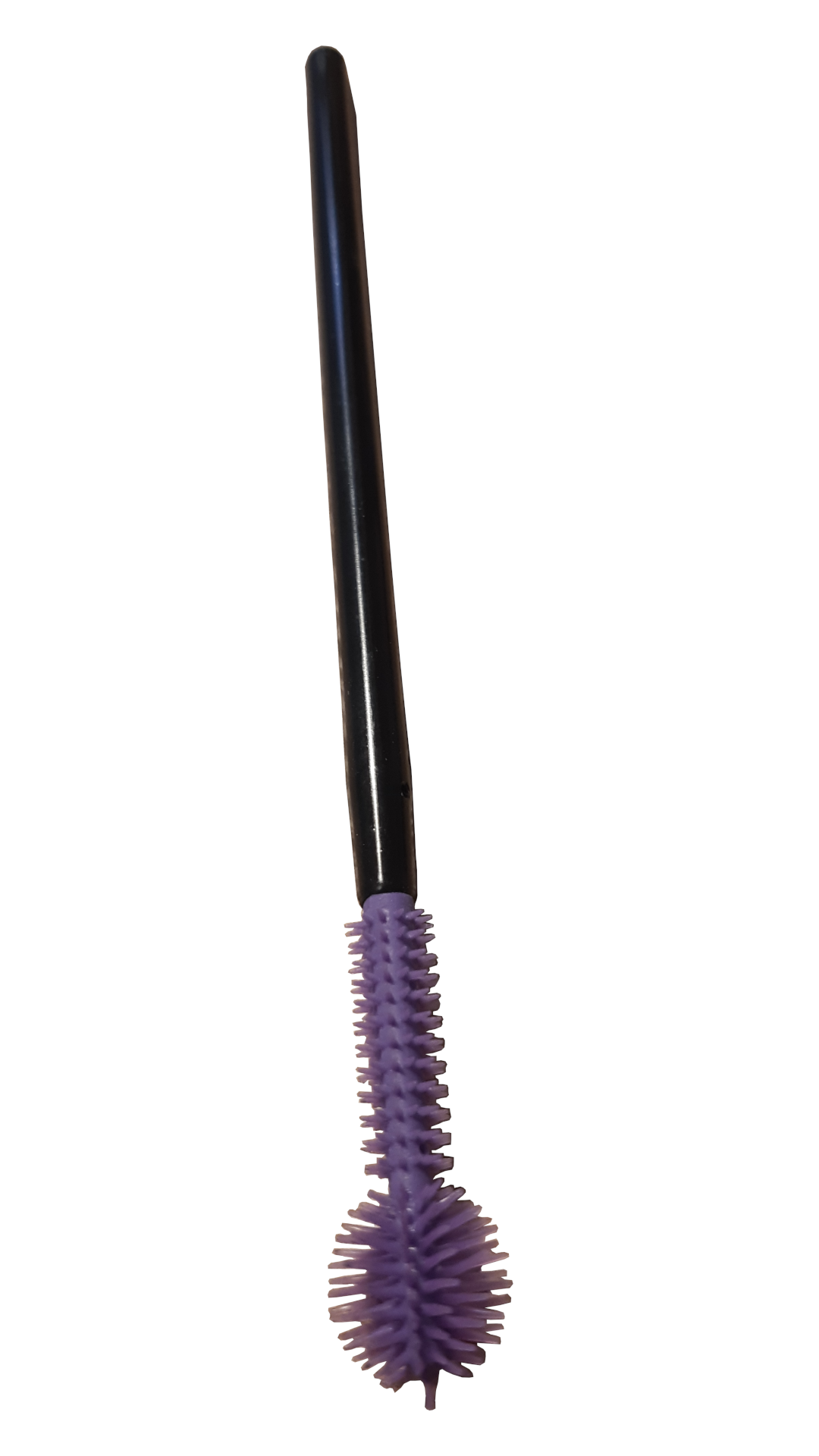
Wimpernbürstchen trennen zusammengeklebte Wimpern.

Ein Wimpernbürstchen ist ein kosmetisches Werkzeug, das nach dem Auftragen von Wimperntusche zusammengeklebte Einzelwimpern trennt. Klümpchen der Wimperntusche können, solange die Tusche noch feucht ist, ebenfalls entfernt werden.